# Banca Centrale della Repubblica di Guinea
La Banca Centrale della Repubblica di Guinea (in francese Banque centrale de la république de Guinée) è la banca centrale della Guinea, fondata nel 1960.
Poiché a differenza di molti Paesi dell'Africa occidentale il Paese non utilizza il franco CFA e non fa parte della zona franco, la politica monetaria della Guinea non dipende dalla Banca centrale degli Stati dell'Africa occidentale.

## Storia
La Francia, sotto la sua autorità, fornì così alla Guinea un istituto di emissione e banche di primaria importanza. La funzione di emissione fu esercitata successivamente dalla Banca del Senegal, dalla Banca dell'Africa Occidentale e dalle banche di emissione dell'AOF e del Togo, fino al febbraio 1960.
A differenza dei suoi numerosi vicini dell'UEMOA, la cui moneta è il franco CFA, la Guinea ha optato per l'indipendenza monetaria nel 1960 creando la Banca Centrale ed emettendo la propria moneta nazionale, il franco guineano.